# Edmund Barton
Sir Edmund Barton (* 18. Januar 1849 in Sydney, New South Wales; † 7. Januar 1920 in Medlow Bath, New South Wales) war ein australischer Politiker und der erste Premierminister des Landes. Seine Amtszeit dauerte vom 1. Januar 1901 bis zum 24. September 1903.

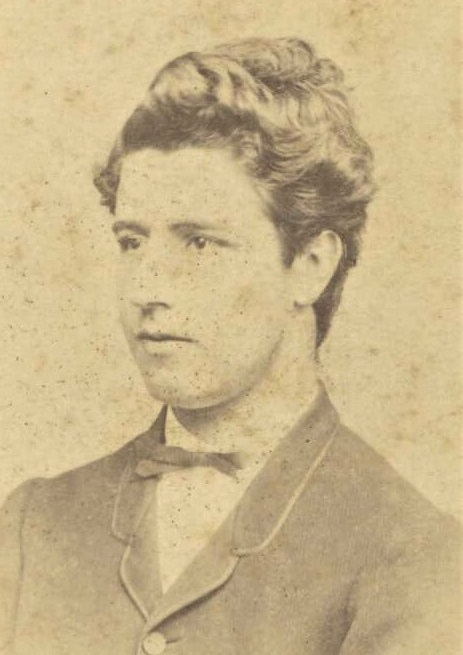
Edmund Barton, 1869

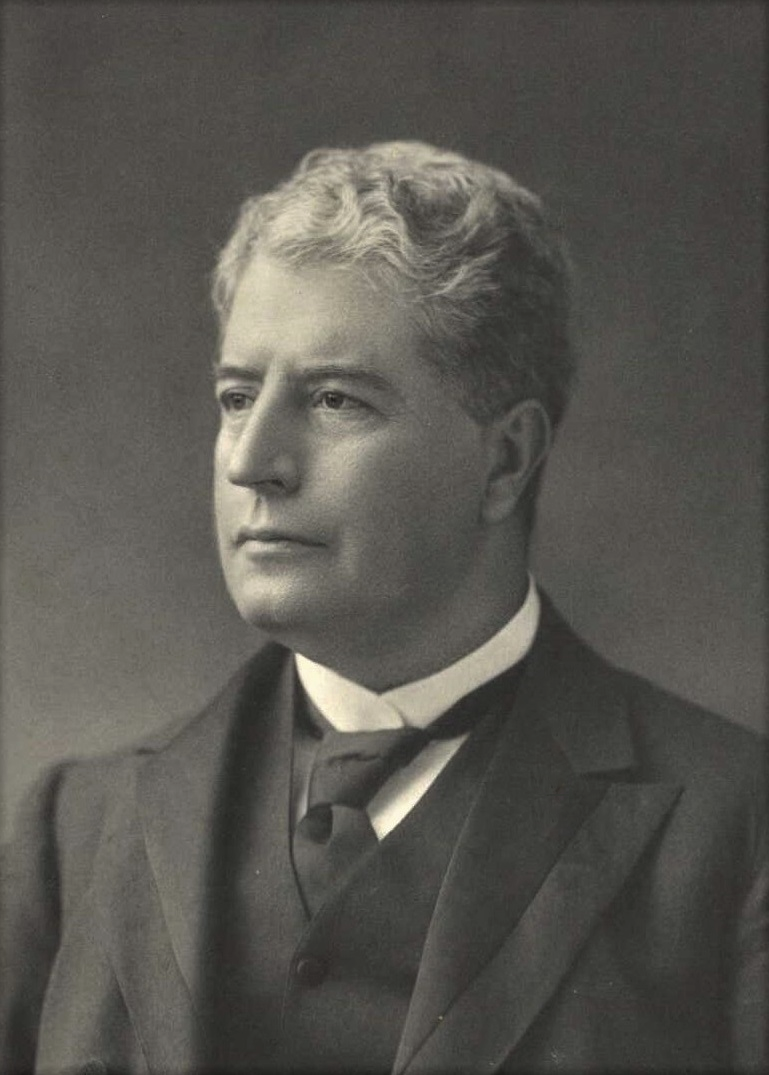
Edmund Barton

## Leben

### Beginn der politischen Karriere
Edmund Barton wurde als jüngstes von neun Kindern von William und Mary Louise Barton geboren. Sein Vater war der erste Börsenmakler Sydneys. Im Alter von sieben Jahren begann er seine Schulausbildung an der Fort Street High School. Mit zehn Jahren wechselte er an die Sydney Grammar School. Nach dem Schulabschluss 1865 begann er ein Studium an der University of Sydney. Im Jahre 1868 machte er seinen Bachelor-Abschluss und zwei Jahre später, im Alter von 21 Jahren, seinen Master-Abschluss.
Ab 1868 arbeitete Edmund Barton auch in einer Anwaltskanzlei. Ende 1871 wurde er als Anwalt (barrister) bei hohen Gerichten zugelassen. Die 1870er Jahre hindurch arbeitete er als Anwalt. Auf Anregung seines Bekannten George Reid, dem späteren 4. Premierministers Australiens, schloss er sich zu dieser Zeit dem Debattierklub einer Hochschule an, in dem viele gesellschafts- und wirtschaftspolitische Fragen diskutiert wurden. Dort bildete er auch seine Redekunst aus.
Edmund Barton heiratete am 28. Dezember 1877 in Newcastle Jane Mason Ross mit der er vier Söhne, Edmund Alfred (1879), Wilfrid (1880), Arnold Hubert (1884) und Oswald (1888) sowie zwei Töchter, Jean Alice (1882) und Leila Stephanie (1892), hatte.
Ab Mitte der 1870er begann er eine politische Laufbahn einzuschlagen. Nach zwei fehlgeschlagenen Anläufen in den Jahren 1876 und 1877 konnte er 1879 einen Sitz im Kolonialparlament von New South Wales erringen. Mit diversen Unterbrechungen war er für verschiedene Wahlkreise bis 1900 Abgeordneter des Parlaments. Mit nur 33 Jahren wurde er 1882 Parlamentssprecher, ein Amt, welches er bis 1887 ausübte.
Anfang der 1890er Jahre wandelte sich Edmund Bartons politische Einstellung, weg von der Free Trade Party (FT) unter George Reid hin zu Protectionist Party (PROT), für die er nunmehr ab 1891 als Kandidat bei den Wahlen antrat.
Edmund Barton war einer der führenden Befürworter der Schaffung eines Australischen Bundes. Als Delegierter der Kolonie New South Wales nahm er engagiert an den verfassunggebenden Versammlungen der Jahre 1890 und 1891 sowie 1897 und 1898 teil. Im März 1900 führte er eine Delegation nach London an, um der Verabschiedung des Commonwealth of Australia Constitution Bill, welche den Verfassungstext enthielt, durch das britische Parlament beizuwohnen.

### Premierminister und Oberrichter
Edmund Bartons Ernennung zum ersten Premierminister Australiens ging im Dezember 1900 eine Kontroverse voraus. Der erste Generalgouverneur Australiens Lord John Hope, hatte zunächst den damaligen Premier von New South Wales Sir William Lyne für das Amt vorgesehen. Da dieser allerdings in den vorangegangenen Jahren als Gegner des Australischen Bundes aufgetreten war, führte diese Nominierung zu massiven Protesten. Am 24. Dezember beauftragte Lord John Hope schließlich Edmund Barton als den Anführer der Befürworter des Australischen Bundes mit der Regierungsbildung. Schon einen Tag später konnte er sein erstes Kabinett vorstellen.
Dieses erste Kabinett sollte die Basis für eine funktionsfähige Verwaltung aufbauen sowie die ersten, für den 29. März 1901 angesetzten Parlamentswahlen vorbereiten. Nach dieser Wahl konnte Edmund Bartons Protectionist Party zusammen mit der Australian Labor Party (ALP) eine Regierung bilden und so wurde er am 9. Mai 1901 als erster gewählter Premierminister vereidigt. Sein zweites, lediglich an einer Position umgebildetes Kabinett beschäftigte sich weiterhin  vorrangig mit dem finanziellen und juristischen Aufbau der Bundesverwaltung.
Von den 95 Gesetzen, welche während Edmund Bartons Regierungszeit verabschiedet wurden, sind die folgenden hervorzuheben:
- Federal Immigration Restriction Act und Pacific Island Labourers Act (1901): Diese beiden Gesetze regelten die Einwanderung nach sowie das Bleiberecht in Australien.
- Federal Public Service Act (1902): Dieses Gesetz regelt die Zuständigkeiten des Bundes sowie dessen Einnahmequellen.
- Commonwealth Franchise Act (1902): Mit diesem Gesetz wurde das Frauenwahlrecht auf Bundesebene eingeführt.
- Judiciary Act (1903): Grundlegende rechtliche Rahmenbedingungen sowie die Einrichtung des High Court of Australia wurden mit diesem Gesetz begründet.

Die meiste Zeit des Jahres 1902 verbrachte Edmund Barton in England, wohin er anlässlich der Krönung Edwards VII. gereist war. Während des Besuches verhandelte er ein Abkommen, welches die fortgesetzte Anwesenheit der britischen Marine in Sydney festschrieb. Auch wurde er als Knight Grand Cross des Order of St Michael and St George (GCMG) geadelt. In Australien wurde er während dieser Zeit von Alfred Deakin in seinem Amt vertreten.
Knapp einen Monat nach Inkrafttreten des Judiciary Act trat Edmund Barton am 24. September 1903 als Premierminister zurück, um seiner Berufung als Richter des High Court of Australia folgen zu können.
Sein Amt als Richter am obersten Gericht Australiens übte Edmund Barton bis zu seinem Todestag aus. Er erlitt am 7. Januar 1920 während eines Urlaubsaufenthalts in Medlow Bath, New South Wales einen Herzanfall.

## Freimaurerei
Fast ein Drittel der Mitglieder des ersten australischen Parlaments waren Freimaurer. Barton war Mitglied der Australia Lodge of Harmony No. 556 und wurde am 3. März 1878 initiiert. Am 9. Juni 1880 wurde er als Senior Deacon der Freimaurerloge eingesetzt. Diese Loge wurde 1888 die Nr. 5 mit der Errichtung der Vereinigten Großloge von New South Wales.